# Bulbul embridat ullgroc
El bulbul embridat ullgroc (Bleda ugandae) és una espècie d'ocell de la família dels picnonòtids (Pycnonotidae). Es troba a la República Centreafricana, República Democràtica del Congo, Sudan del Sud i Uganda. Els seus hàbitats principals són els boscos tropicals i subtropicals de frondoses humits de les terres baixes, la sabana seca i els pantans tropicals i subtropicals. El seu estat de conservació es considera de risc mínim.